# Le Soir du chien
Le Soir du chien est le premier roman de Marie-Hélène Lafon, publié en 2001 aux éditions Buchet-Chastel, pour lequel elle a reçu le prix Renaudot 2001 des lycéens.

## Historique
Marie-Hélène Lafon indique que le roman « est parti d’une histoire qui [lui] a été racontée, d’une situation entre un homme et une femme. » Selon elle, « Dans Le soir du chien, le pays est l’un des personnages du livre. Un homme, une femme et un pays. Il y a une très forte présence du lieu. »

## Résumé
Roman choral, autour de Marlène, jeune femme magnétique, qui vient s'installer dans la maison de famille de son compagnon, dans le Cantal, dans les années 1970.

## Accueil critique
Le roman, selon le journal Le Parisien, « a été plébiscité ».  Avec cet ouvrage, l'autrice est sélectionnée au Festival du premier roman 2002.

## Réédition format Poche
- éditions Points, septembre 2003, 144 p.  (ISBN 9782020612036)

## Documentation
- Collectif, Étude d'une œuvre intégrale : "Le Soir du chien" de Marie-Hélène Lafon, Hors Série n°22, NRP Lycée, Nathan, 2015[6]  (ISBN 978-2-09-111654-9)